# Sclerochilus abbreviatus
Sclerochilus abbreviatus is een mosselkreeftjessoort uit de familie van de Bythocytheridae. De wetenschappelijke naam van de soort is voor het eerst geldig gepubliceerd in 1869 door Brady & Robertson.